# Медоулендс (Клан Сопрано)
«Медоулендс» (англ. Meadowlands) — четвёртый эпизод телесериала HBO «Клан Сопрано». Сценарий написал Джейсон Кэхилл, режиссёром стал Джон Паттерсон, а премьера состоялась 31 января 1999 года.

## В ролях
- Джеймс Гандольфини — Тони Сопрано
- Лоррейн Бракко — д-р Дженнифер Мелфи
- Эди Фалко — Кармела Сопрано
- Майкл Империоли — Кристофер Молтисанти
- Доминик Кьянезе — Коррадо Сопрано-мл.
- Винсент Пасторе — Пусси Бонпенсьеро
- Стивен Ван Зандт — Сильвио Данте
- Тони Сирико — Поли Галтьери
- Роберт Айлер — Энтони Сопрано-мл.
- Джейми-Линн Сиглер — Медоу Сопрано
- и Нэнси Маршан — Ливия Сопрано

### Приглашённые звёзды
- Джон Хёрд — Вин Маказян
- Джерри Эдлер — Хеш Рабкин
- Майкл Рисполи — Джеки Април-ст.
- Марк Блам — Рэндалл Кёртин

#### Также приглашены
- Эл Сапиенса — Майки Палмичи
- Энтони ДеСандо — Брендан Филоне
- Дреа де Маттео — Адриана
- Тони Дэрроу — Ларри Бой Барезе
- Джордж Лорос — Рэймонд Курто
- Джо Бадалукко-мл. — Джимми Алтьери
- Шэрон Анджела — Розали Април
- Джон Ароко — ребёнок#2
- Оксана Лада — Ирина Пельцин
- Майкл Бушеми — Льюис Пантовски
- Т. Дж. Колука — Джереми Пиокоста
- Мишель ДеЧезаре — Хантер Сканджарело
- Гильермо Диас — продавец
- Дэниел Хилт — ребёнок#3
- Рэй Майкл Карл — учитель
- Тереза Линн — стриптизёрша
- Шон Маклин — Йо Йо Мендес
- Анника Пергамент — ведущий новостей
- Сэл Петтрачионе — Джордж Пиокоста
- Джеймс Спектор — ребёнок#1
- Коррин Стелла — женщина
- Энтони Тавальоне — Лэнс

## Сюжет
Тони Сопрано начинает страдать от растущей паранойи из-за его тайных психиатрических сеансов, особенно после ближайшей встречи с Сильвио Данте, который находился с визитом в стоматологическом кабинете как раз напротив люкса доктора Мелфи. Однако, Тони не спешит отказываться от терапии: он развивает чувства к доктору, даже имея в подчинении детектива, Вина Маказяна, тайно следящего и фотографирующего его. К сожалению, Маказян предполагает, что Мелфи является любовницей Тони, и переступает отметку; когда он видит Мелфи на свидании, он надвигается на пару с ложным обвинением пересечения двойной жёлтой линии. После того, как мужчина признаёт то, что он выпил вино за ужином, Маказян проводит тест на трезвость, а затем зверски избивает беззащитного человека и берёт его под стражу, заявив находящейся в замешательстве Мелфи: «У тебя есть рёбрышки на дому, почему ты ходишь за гамбургерами?» Опасные чувства Тони даже приводят его к рассмотрению вопроса о прекращении терапии, но Кармела настаивает на том, чтобы он продолжил, хотя она всё ещё под впечатлением, что психотерапевт Тони — мужчина. На самом деле, Кармела заходит так далеко, чтобы предупредить Тони, что без постоянной терапии, их брак будет в серьёзной опасности.
Энтони-младший в смятении, когда физически здоровый одноклассник, Джереми Пиокоста, отступает от боя с ним и платит за рубашку, которую он разорвал в предыдущей потасовке. С помощью советов от Медоу, Э.-мл. приходит к пониманию, что Джереми был запуган репутацией Тони как гангстера. Тони случайно встретил отца Джереми накануне в питомнике для растений, когда Тони искал пестициды для кукурузы в его огороде. Дружелюбие Тони, держащего топор, запутало отца Джереми, и возможно спровоцировало Джереми бросить бой. Медоу просвещает Энтони-младшего тому, чем именно их отец зарабатывает на жизнь, показывая ему несколько посвящённым теме мафии сайтов и спрашивая его, сколько мусорщиков живут так, как они.
Кристофер, тем временем, бежит в страхе после инсценировки его казни. Его ещё больше нервировало то, когда он и Адриана обнаружили Брендана Филоне, лежащего мёртвым в его ванне, с выстрелом через глаз. Его первоначальные опасения, что Тони пытается отомстить ему за то, что он дал Медоу наркотики, только смягчились, когда он гневно расспрашивает её и обнаруживает, что она не выдала сделку. Однако, обнаружив, что Джуниор за это в ответе, и также предполагает сбор денег на защиту, причитающиеся команде Тони, он жаждет мести. Кристофер также подразумевает, что он вывезет Майки Палмичи. Тони не разрешает Кристоферу идти вперёд со своими планами, потому что Майки посвящён, а Крис ещё нет. Тони вместо этого едет в закусочную, бьёт Майки, и приступает скреплять его костюм при помощи украденного степлера. Он затем противостоит Джуниору по поводу его экстремальных действий против Брендана и Криса. Джуниор опровергает предложения Тони о компромиссе и говорит Тони, что в следующий раз, когда он придёт проведать его, ему лучше «прийти не с пустыми руками» (с пистолетом) или вообще не приходить.
Хотя Тони отсчитывает своего дядю, перспектива войны с Джуниором также велика для него, особенно после того, как внезапная смерть своего друга и действующего босса семьи ДиМео, Джеки Априла-старшего, создаёт неопределённость в отношении того, кто станет его преемником. Тони получил поддержку других капов семьи и разгневан за несанкционированные и экстремальные наказания в отношении Кристофера и Брендана, однако он добивается дипломатического урегулирования с его дядей. После некоторого невольного вдохновения от доктора Мелфи о представлении пожилым людям «иллюзии контроля», Тони уступает лидерство семьи Джуниору, что даёт ему ряд стратегических преимуществ. Тони может избежать жестокой войны и получить свойства дохода-заработка и договоров в качестве оплаты от Джуниора в обмен на его рекомендации. Когда Джуниор теперь босс, он становится основной мишенью для федеральных расследований против семьи вместо Тони. Довольный своим решением, Тони решил остаться в терапии.
На похоронах Джеки, Сильвио и другие капо волнуются по поводу решения Тони сделать Джуниора боссом. Тони напоминает им, что он только сделал Джуниора счастливым, и что он будет всё равно принимать все главные решения. Кристофер говорит Тони о присутствии ФБР на похоронах, на что Тони в шутку говорит, что они получили хорошую сторону Джуниора. Медоу даёт Энтони-младшему знающий взгляд и кивает в сторону федеральных агентов, делающих фотографии. Э.-мл. затем смотрит на своего отца, который улыбается ему и подмигивает, тем самым подтверждая подозрения Энтони-младшего о профессии отца.

## Впервые появляются
- Вик Маказян: продажный детектив полицейских сил округа Эссекс, которого нанимает Тони.
- Ларри Барезе, Джимми Алтьери, Рэй Курто: капы преступной семьи ДиМео, которые сидят за «Капитанским ужином» и позже присутствуют на похоронах.

## Умер
- Джеки Април-ст.: рак желудка

## Название
Медоулендс — это общее название для большой экосистемы водно-болотных угодий в северо-восточной части Нью-Джерси. Место, куда «вывезли» Кристофера «дождливой ночью».

## Культурные отсылки
- В начале эпизода, Э.-мл. играет в Mario Kart 64. Когда Тони приходит домой, он играет с ним в эту игру в многопользовательском режиме.
- Когда Тони поздравляет Джуниора с тем, что он стал боссом, он высоко оценивает его телосложение, говоря людям в кафе позвать Парселлса и «дать этому парню шанс».

## Музыка
- Песня, играющая, когда Тони навещает дядю Дужниора в ресторане и пытается предотвратить войну, но Джуниор угрожает отнять бизнес Кристофера — «Prisoner of Love» Перри Комо.
- Песня, играющая в Bada Bing, когда Тони и другие капитаны едят омаров и обсуждают возможность предстоящей войны — «Ugly Stadium» Tipsy.
- Песня, играющая в Bada Bing, прежде чем в новостях объявили о смерти Джеки Априла — «Floor-Essence» Man with no name.
- Песня, играющая, когда Э.-мл. видит Тони на похоронах Джеки, и переходящая в финальные титры — «Look on Down From the Bridge» группы Mazzy Star.

## Награды
Джейсон Кэхилл выиграл премию Гильдии сценаристов США за свою работу над эпизодом.